# جرج واشینگتن لمبرت
جرج واشینگتن لمبرت (انگلیسی: George Washington Lambert; ۱۳ سپتامبر ۱۸۷۳ – ۲۹ مهٔ ۱۹۳۰) نقاش روسی‌تبار اهل استرالیا بود که بیشتر با نقاشی پرتره و نقاشی صحنه‌های جنگ جهانی اول شناخته می‌شود.

## نگارخانه

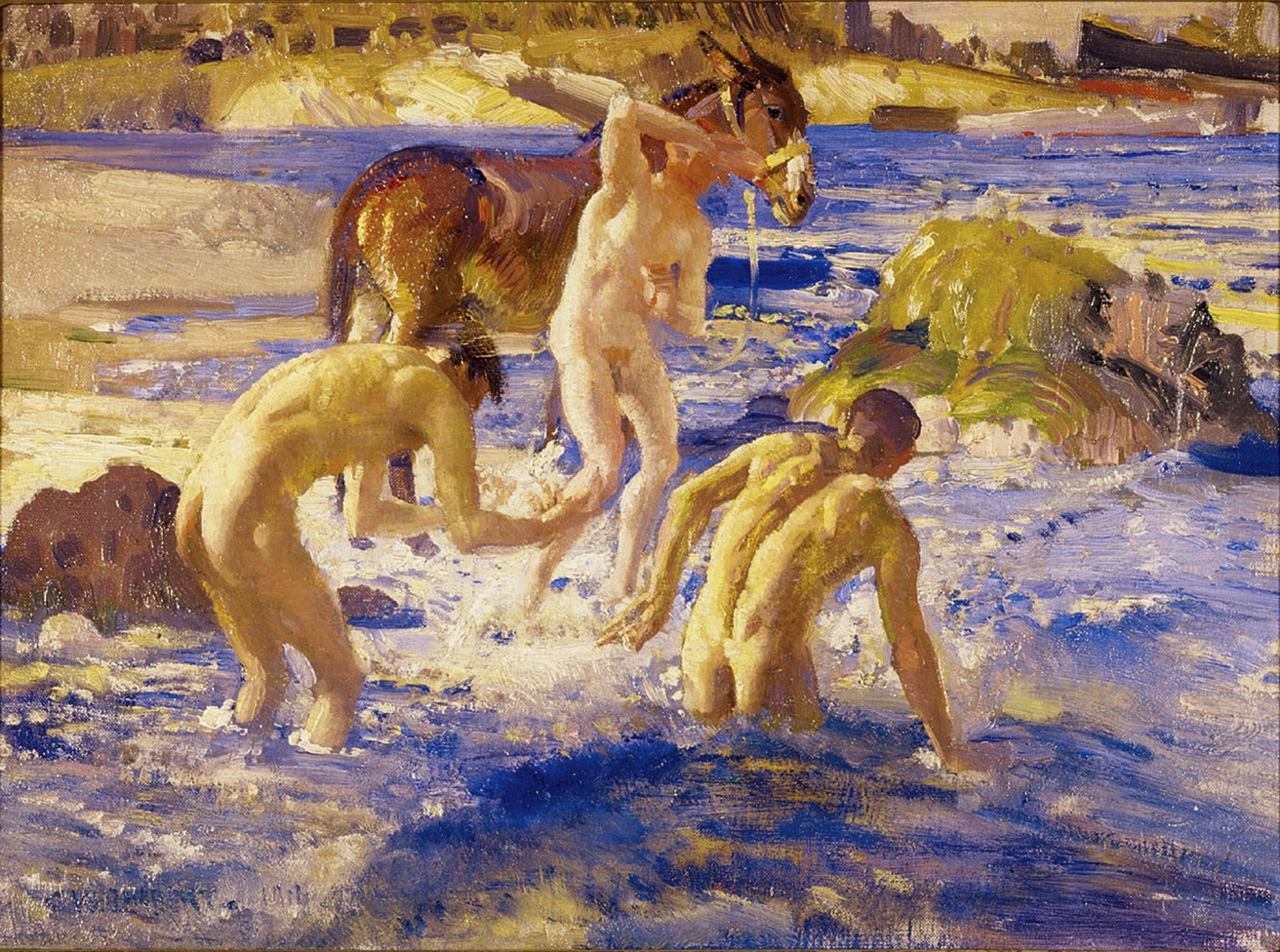
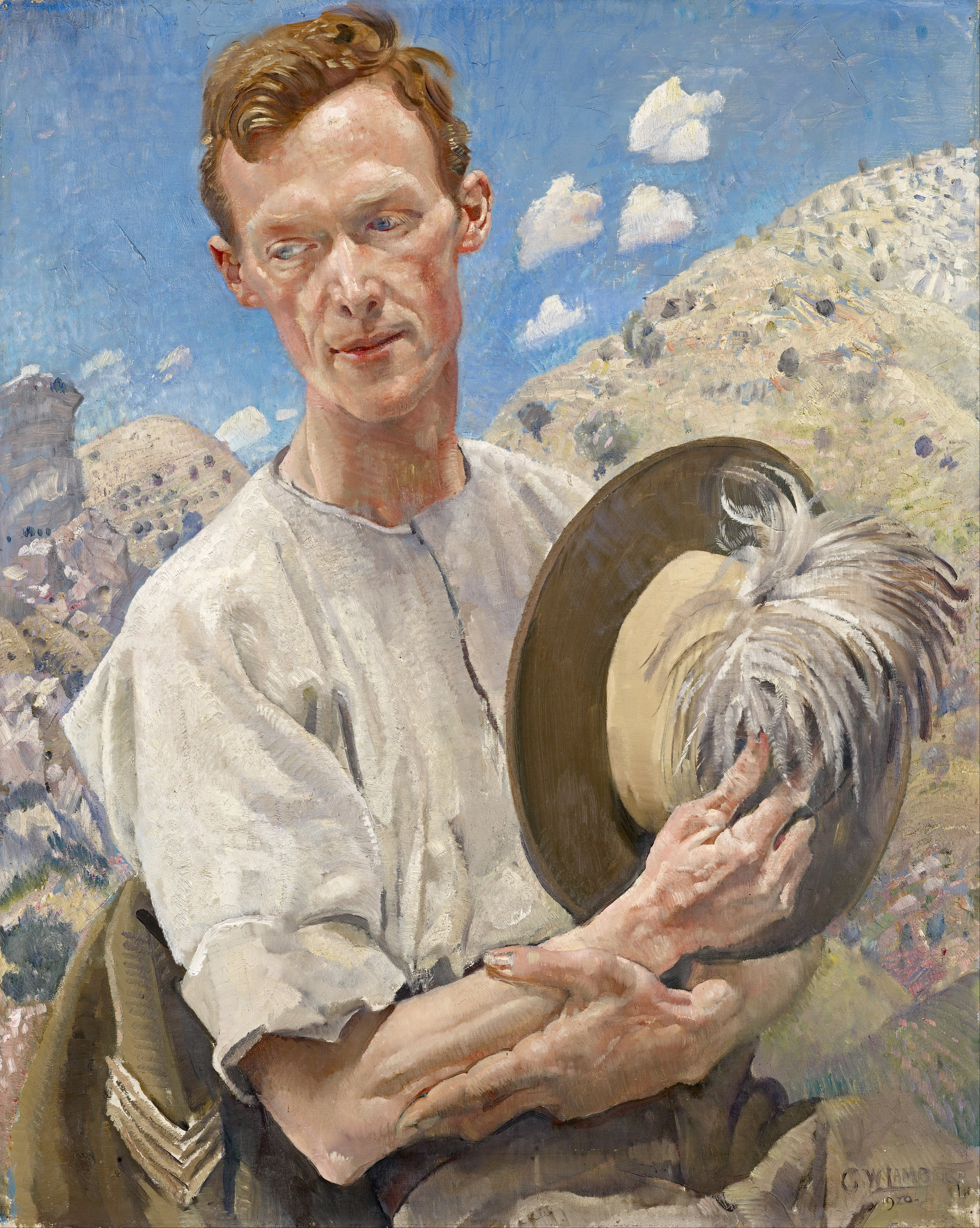
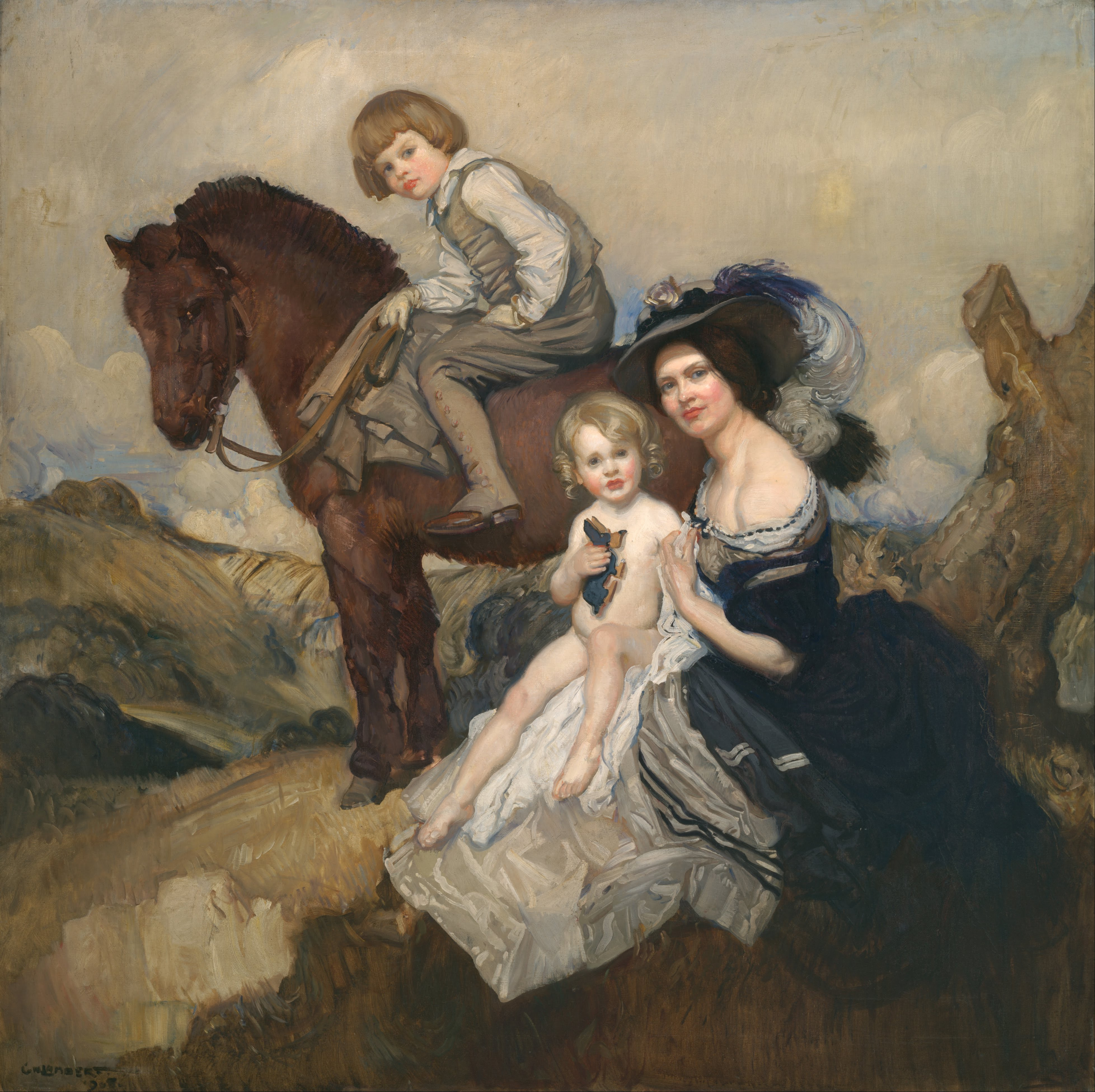
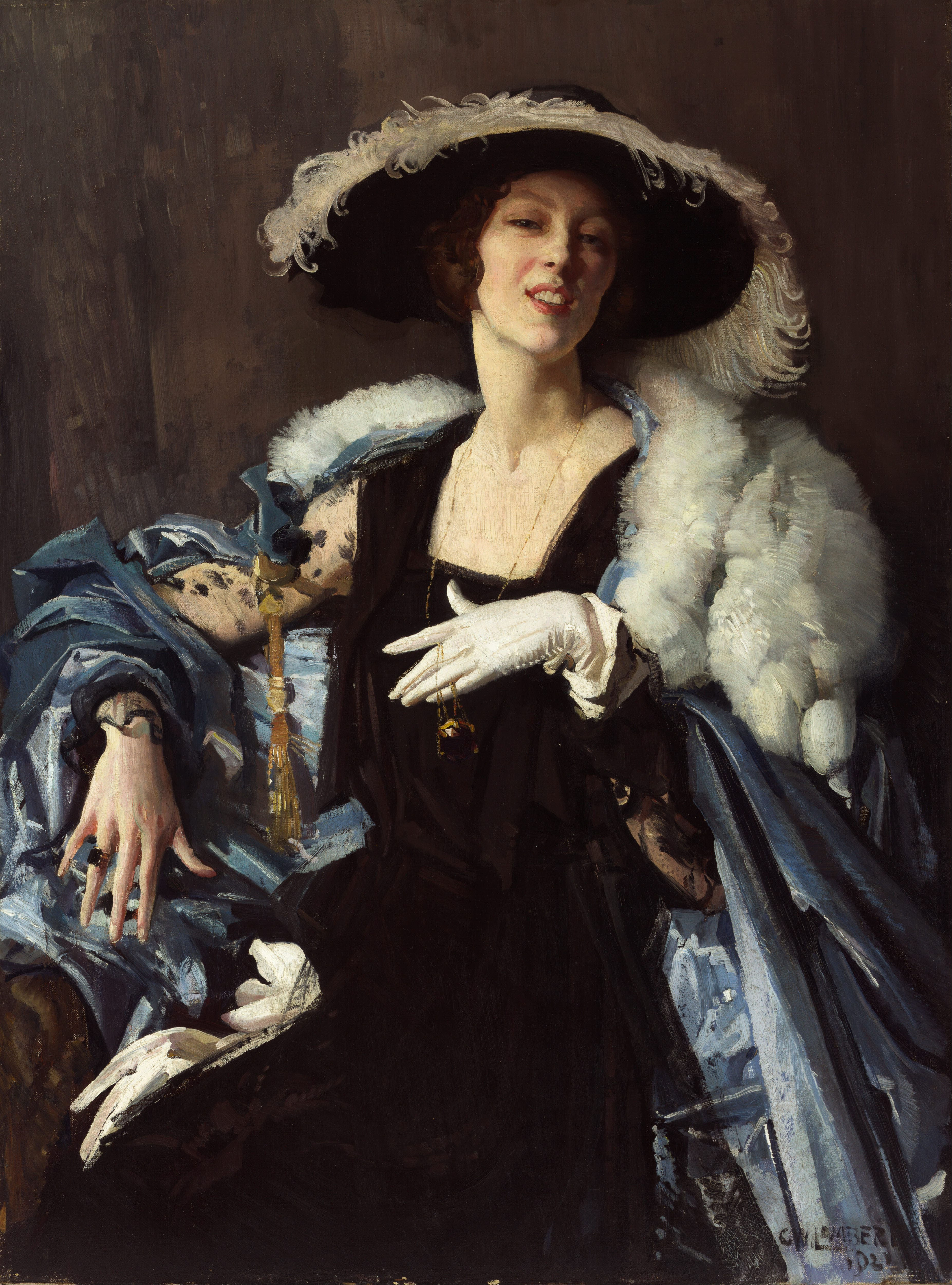
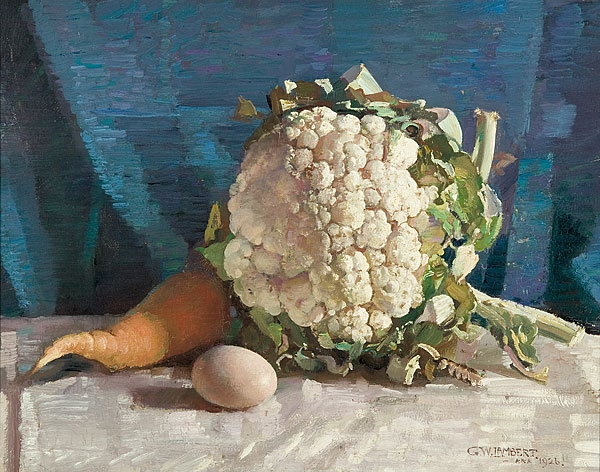
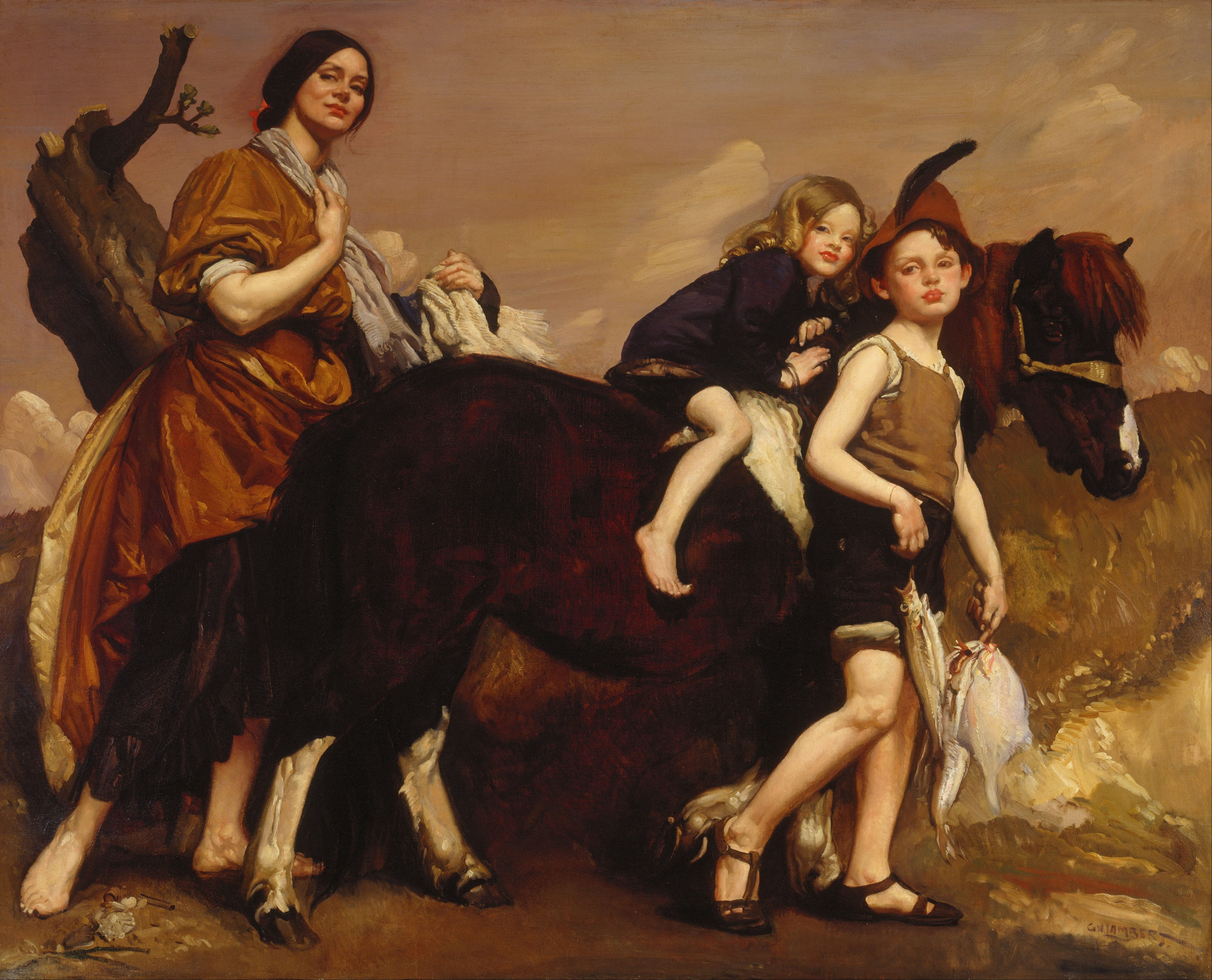
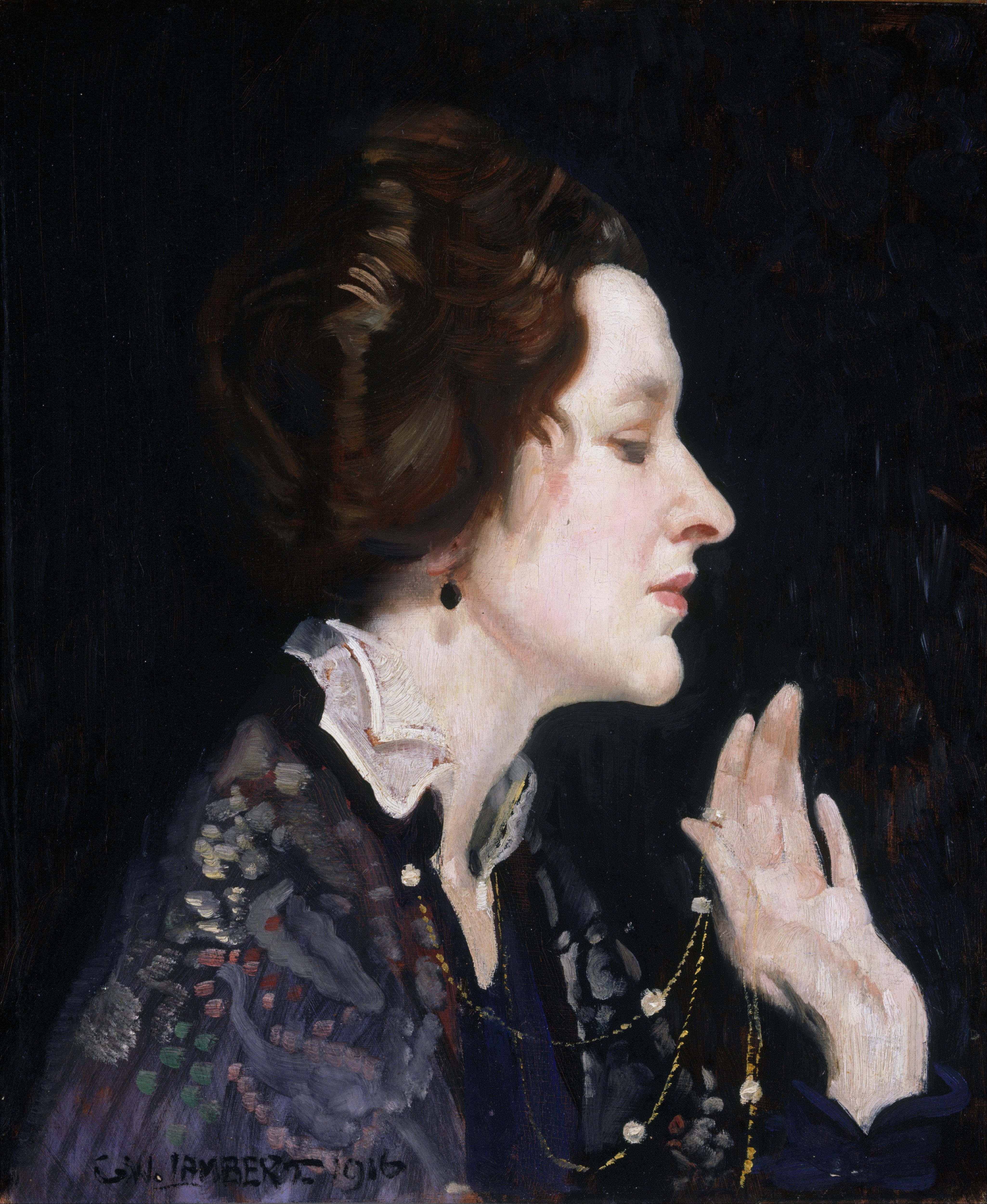
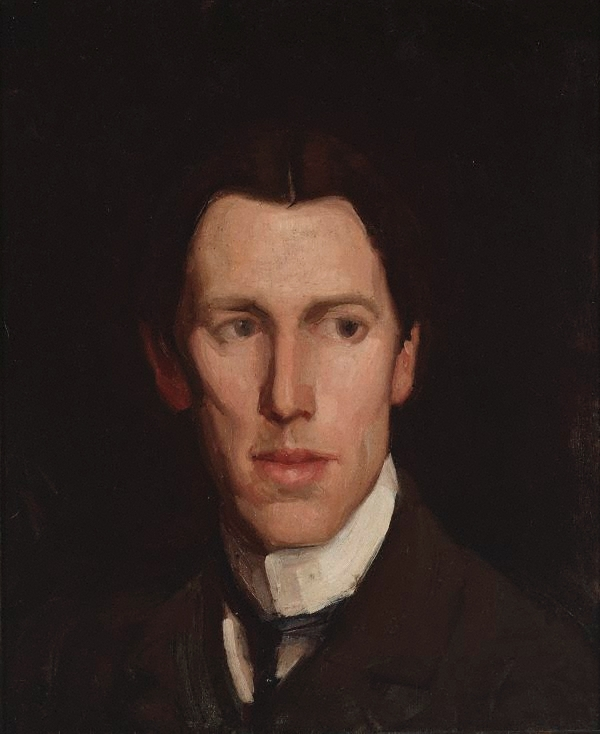
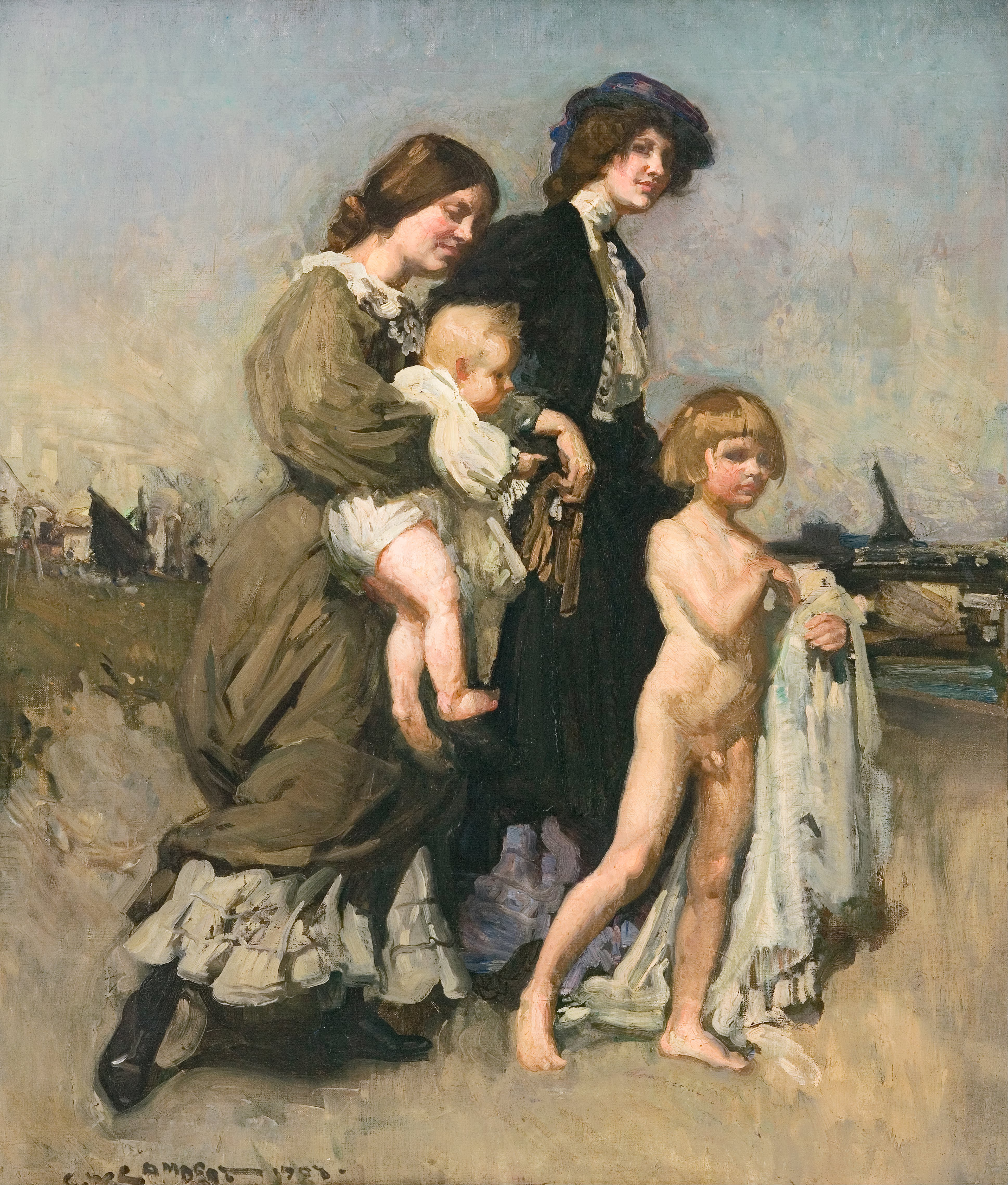
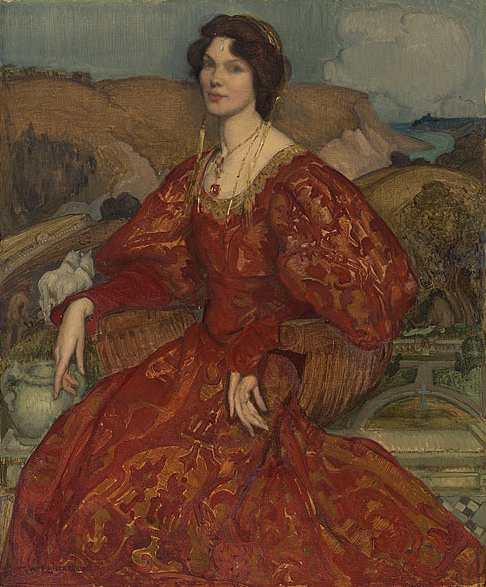
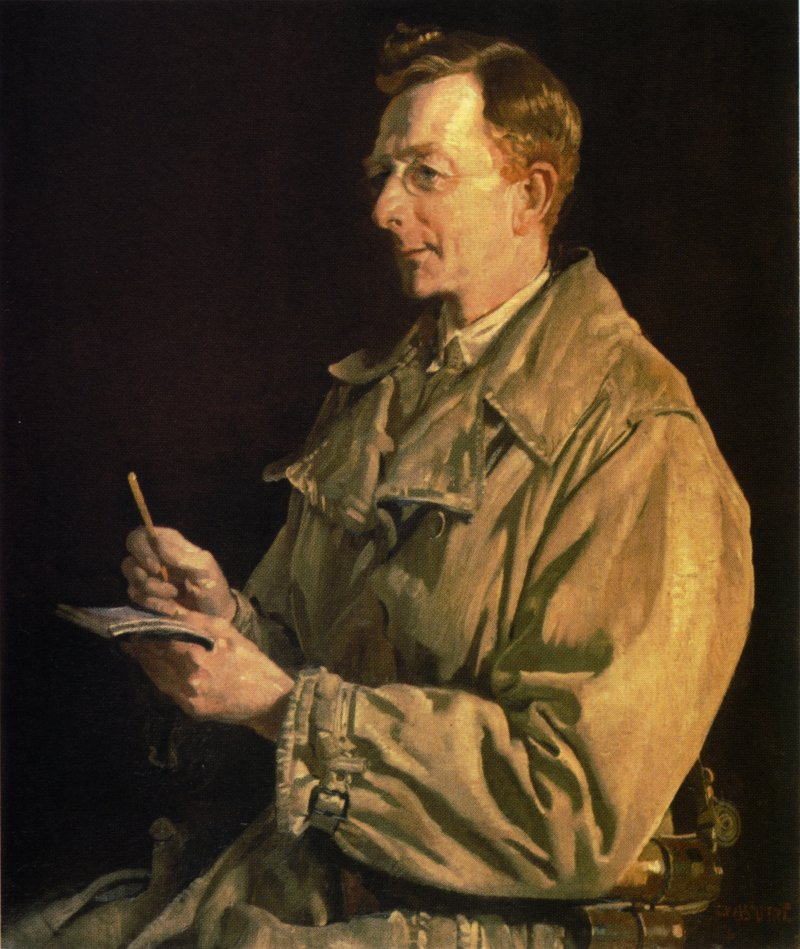
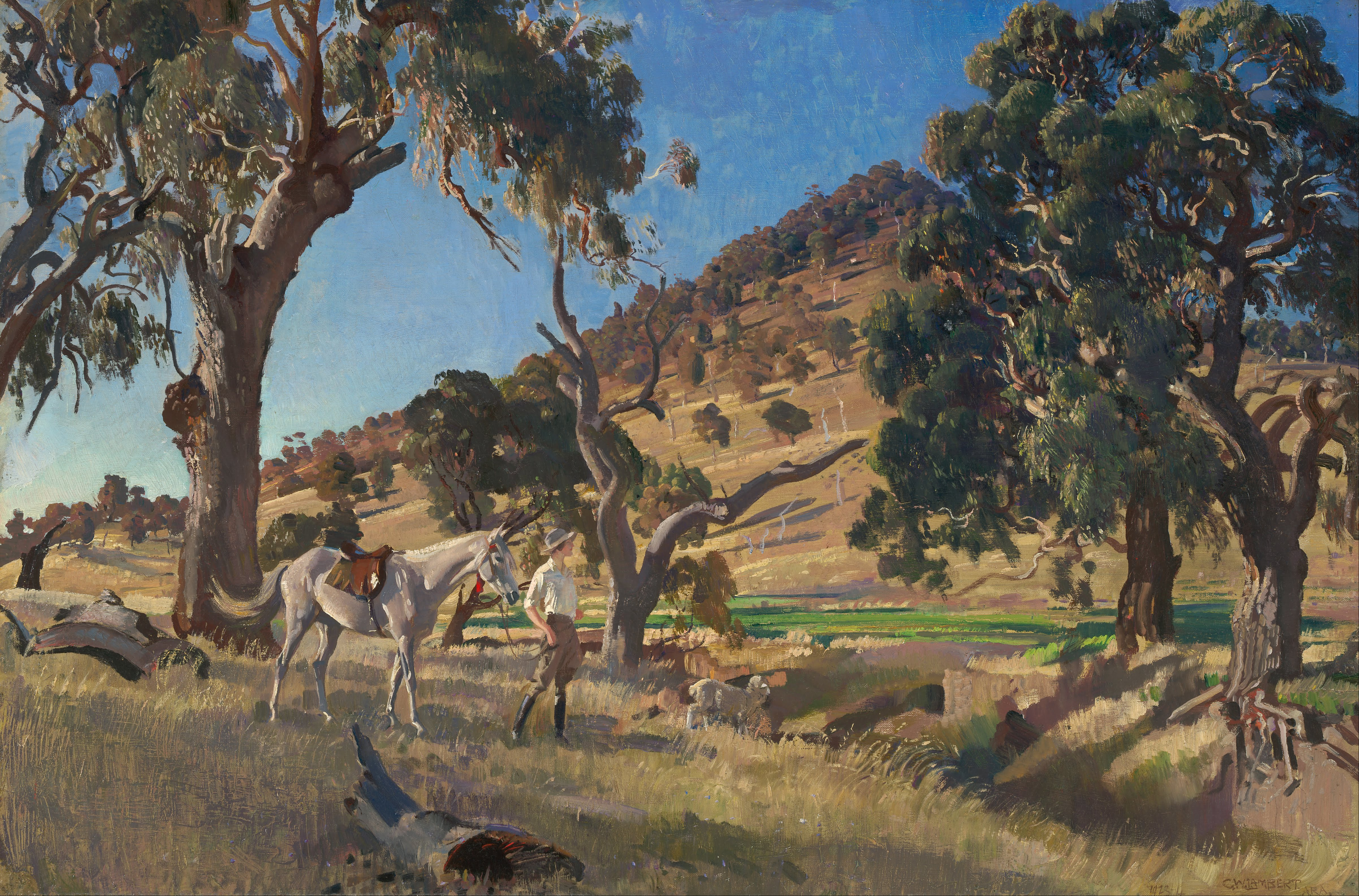
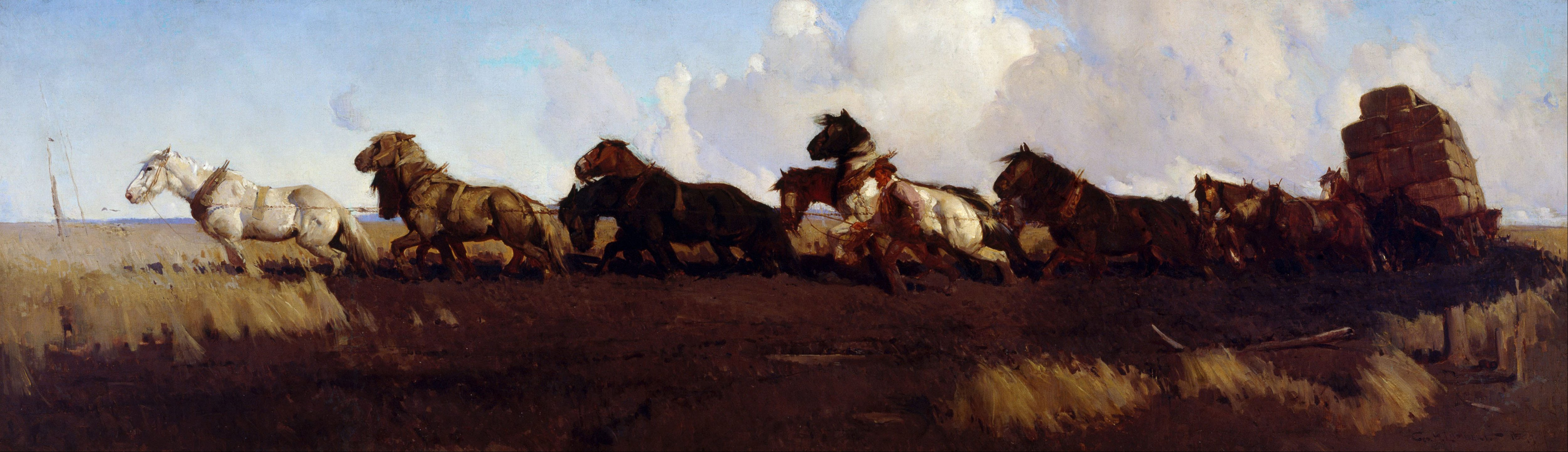
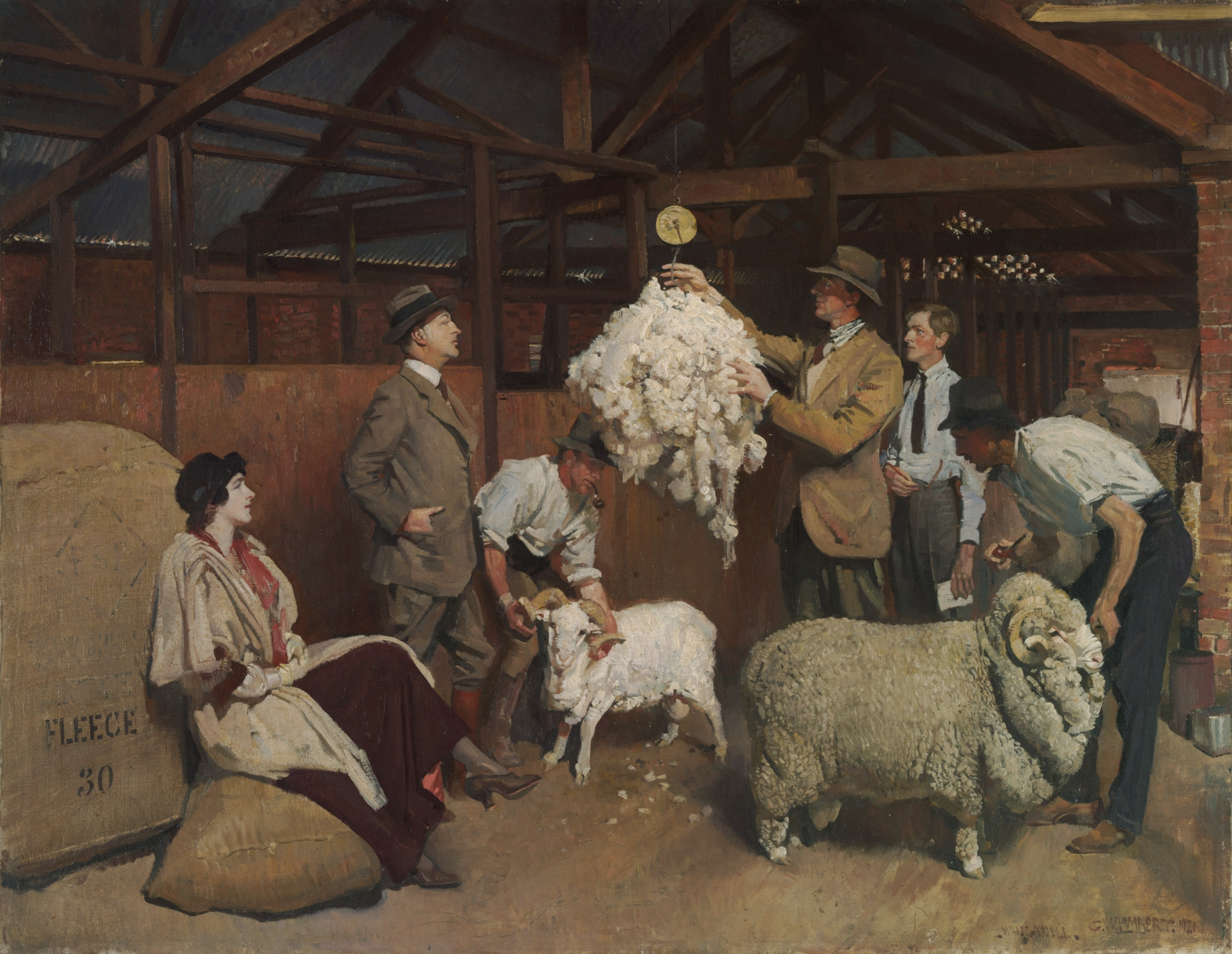